# Kladná Žilín
Kladná Žilín je od roku 1976 název části města Luhačovice a příslušného katastrálního území. Dříve se psal se spojovníkem jako Kladná-Žilín. Od Luhačovic se nachází cca 5 km východně na rozhraní nádherné přírody Bílých Karpat a Vizovických vrchů. Vesnice má rozlohu 828,3 ha a počet obyvatel je asi 218. V současnosti nemá plynovod a místní hostinec je v provozu jen občas.

## Jména
Kladná: Přídavné jméno kladná označovalo vesnici postavenou z klád, položenou u klád a podobně (přesná motivace se nedá určit).
Žilín: Jméno vesnice bylo odvozeno od osobního jména Žila/Žíla (totožného s obecným žíla) a znamenalo "Žilův majetek". V 17. století se krátce psalo Žilina.

## Historie a zajímavosti
Původně se jednalo o dvě menší vesnice se jmény Kladná a Žilín. Původní lokace Kladné je jiná než dnešní. V minulosti byla totiž Kladná napadena a vypálena Tatary. Obyvatelé Kladné se přestěhovali do blízkosti Žilína a tak vznikla Kladná-Žilín. Do nedávna se jméno sídla psalo se spojovníkem, protože se historicky jedná o dvě samostatné vsi. V současnosti je však evidováno bez spojovníku. Hranice mezi oběma částmi je dodnes známá.

### Žilín
Část Žilína je v současnosti větší a je v ní bývalé smíšené zboží s hostincem a betonovým pláckem. Smíšené zboží je již delší dobu uzavřeno a hostinec neustále mění provozovatele. Je zde také vzácně dochovaný vodní mlýn s roubenými omítnutými stěnami a sedlovou střechou, s původním selským nábytkem a zařízením, zachovalá strojovna s vodním kolem, kuchyň s původními kamny, světnice s originální pecí. K mlýnu náleží kovárna, hospodářský objekt dříve využívaný ke skladování zemědělských plodin a chování domácích zvířat. Tento vodní mlýn byl postaven na konci 18. století.

### Kladná
V části Kladné je kaple, hasičská zbrojnice a na Dolině obchod se smíšeným zbožím. Na okraji Kladné bývalo travnaté hřiště a taneční kolo, v minulých letech bylo taneční kolo zrušeno a hřiště zmenšeno na polovinu. Na druhé polovině byl vystavěn areál využívaný ke sportu a společenským akcím. V lese nad vesnicí je kladenská přehrada, dříve oblíbené místo pro lov raků a ke koupání či v zimě k bruslení.
V místě funguje knihovna, společenský život udržují zejména hasiči a spolek „Holky v akci“.

## Pamětihodnosti
- Kaple Panny Marie Pomocnice křesťanů - postavena v letech 1995-1997, každý pátek je zde sloužena mše svatá
- Vodní mlýn čp. 84
- Zvonička - náves, při čp. 6
- Socha svatého Jana Nepomuckého